# Парламенты Иерусалимского королевства
Парламенты Иерусалимского королевства. Отличительной чертой конституции франкских государств на Востоке были широкие гарантии прав и преимуществ баронов против усиления центральной власти. Во всех важнейших случаях король или его заместитель, bailo (bainlus regni), обязан был считаться с желаниями вельмож и рыцарей; собрания которых назывались парламентами.  Находившиеся в стране крестоносцы с Запада также привлекались к совещаниям. Сначала эти собрания происходили в Иерусалиме, а после потери его — в Акке, часто также в Тире, Вифлееме и др.
В Иерусалиме парламент заседал, по-видимому, во дворце патриархов. Вопросы о войне, мире, договорах и союзах с христианскими и магометанскими державами, разрешение чрезвычайных налогов, субсидии правительству в критических случаях, мероприятия против истребления полей саранчой и мышами, отправление посольств — все это подлежало рассмотрению парламента. Для развития юридических и политических учреждений, однако, были гораздо важнее ленные суды, так наз. hautes cours (см. Ассизы), с которыми иногда смешивают парламенты. Haute cour представлял собой совет или судебную палату, составленная из непосредственных ленников короля, под его личным или замещенным председательством. Иерусалимские, антиохийские и триполитанские hautes cours постепенно стали приобретать все большее политическое значение, обратившись в государственный совет, который вмешивался во все дела администрации и политики и голос которого в вопросах о престолонаследии, войне и мире получил решающее значение.